# Infographic
Infographics är visuella representationer av information, data och kunskap, som ofta presenteras i form av diagram, grafer eller bilder för att göra komplex information lättförståelig och tydlig. Begreppet infographic (som är en sammanslagning av de engelska orden ”information” och ”graphic”)  var från början en term som användes vid grafisk produktion av tidningar och tidskrifter. Idag har begreppet utvecklats och innefattar en större grafisk design i kombination av datavisualiseringar, illustrationer, text och bilder, som tillsammans berättar en komplett historia.

## Beståndsdelar
En infographics kärna består av de tre delarna visualisering, innehåll och kunskap. Till visualisering hör färger, grafik och ikoner, medan innehåll syftar till statistik, referenser och tidsramar. Till kunskap hör slutligen den fakta som presenteras. Den information som presenteras i en infographic bör alltid undersökas noggrant och ska alltid backas upp av etablerade fakta. 
Sedan är det också viktigt att veta vilket format som ska användas för att få fram budskapet så effektivt som möjligt. Det finns huvudsakligen tre format, men flera olika konstnärliga uttryck ryms inom dem. Först kommer det statiska formatet, som innehåller fast information med en stillbild. Användarverksamheten består främst av läsning och visning, vilket gör att formatet fungerar bäst som en berättelse. Sedan kommer rörelseformatet, där displayutmatningen antingen är animerad eller i rörelse. Användarverksamheten består då av att titta, lyssna och läsa. Även detta format fungerar bäst som en berättelse. Slutligen kommer det interaktiva formatet, som både kan bestå av fast och dynamisk information. Användaren interagerar genom att klicka eller söka efter specifika data och utformar på så sätt aktivt innehållet genom att välja vilken information som ska finnas tillgänglig och visualiseras. Det interaktiva formatet kan både vara berättande och utforskande. 

## Syfte
Syftet med infographics är att hjälpa hjärnan att bearbeta tung information. Trots att människan använder alla sina fem sinnen för att mata in information, så är det synen som används mest. Hjärnforskning visar att cirka 50% av hjärnan är tillägnad olika former av visuell bearbetning, både direkt och indirekt. Några exempel på sådana funktioner är bland annat syn, visuellt minne, färger, former, rörelse, mönster, rumslig medvetenhet och bildminne. Det krävs till exempel mindre mental ansträngning att registrera och uppfatta en bild än vad det gör att läsa en text. Det beror bland annat på att hjärnan kan bearbeta en bild direkt, medan texten bearbetas linjärt. Att använda infographics i kommunikationen gör det därför lättare för mottagaren att ta in den information som presenteras. 

## Användningsområden
Infographics kan användas av företag och organisationer som ett internt och externt kommunikationsverktyg, men även i samband med varumärkesbyggande. Verksamheter använder bland annat infographics för att förmedla information om ledarskap, produktegenskaper, policies, idéer och framtida mål. Det kan också handla om att förklara affärsprocesser och servicealternativ. 
Inom företag och organisationer kan information som presenteras i en infographic kan delas in i följande grupper: 
- Statistik – mätvärden som försäljning, intäkter och marknadsundersökningar
- Process – tillverkning, kundservice,
- Idéer – teorier, ideologi, ledarskap
- Kronologi - historia, tidslinjer, scheman
- Geografi - platser, statistik per region
- Anatomi - komponenter, listor
- Hierarki - organisationsstruktur, granskning
- Relationer - internt, externt, kunder, medarbetare, produkter
- Personlighet - humanisering av varumärket, organisationskultur

Infographics kan också med fördel användas i undervisningssyfte eftersom de är pedagogiska, samtidigt som det är en blandning av konst, design, statistik och fakta. Svåra ämnen kan komprimeras på ett engagerande sätt, samtidigt som de kan användas inom alla ämnen. 

## Verktyg
En infographic kan skapas på flera olika sätt och vilken mjukvara som används varierar beroende på vad det är för projekt och vilken datavisualisering som krävs. Det finns också många alternativ till att skapa infographics online genom att använda applikationer och webbsidor. Några exempel på program som är vanliga vid skapandet av infographics är Adobe Illustrator, Adobe InDesign, OmniGraffle, Inkscape, Adobe Photoshop och Microsoft PowerPoint. 

## Referenslista
1. ↑  Dictionary.com - infographic Läst 28 april 2019.
2. ↑  Infographic (på en) Wikipedia. 2019-03-28. Läst 29 april 2019.
3. 1 2 3  Krum, Randy (2013).Cool Infographics: Effective Communication with Data Visualization and Design.John Wiley & Sons, Incorporated. Sid. 6,14. ISBN 9781118582305. Läst 28 april 2019.
4. ↑  Roy, Sneh (2009,18 november). The Anatomy Of An Infographic: 5 Steps To Create A Powerful Visual. Arkiverad 18 juni 2017 hämtat från the Wayback Machine.Spyre Studios. Läst 27 april 2019.
5. ↑  Lankow, Jason. Ritchie, Josh. & Crooks, Ross. (2012). Infographics: The Power of Visual Storytelling. John Wiley & Sons, Incorporated. Sid.59-60. ISBN 9781118421598. Läst 1 maj 2019.
6. 1 2  Smiciklas, Mark. (2012). The Power of Infographics: Using Pictures to Communicate and Connect With Your Audiences.Sid. 5-7, 137-138. ISBN 9780133012408. Läst 1 maj 2019.
7. ↑  Magno Mae, Jonna. (2015, 17 april). 8 Examples of How Middle Schools Can Incorporate Infographics in the Classroom. Venngage. Läst 29 april 2019.